# نینا آستروم
نینا آستروم (به انگلیسی: Nina Åström) (زاده ۱۹۶۲) خواننده فنلاندی است.